# Gerrit Battem
Gerrit Battem o Gerard van Battum (ca. 1636 - 24 de octubre de 1684 (enterrado)) fue un pintor de paisajes holandés. 

## Biografía
Arnold Houbraken menciona los dibujos de Battem en la casa de su patrón Jonas van Witsen de Ámsterdam, quien los compró por 1300 florines junto con dibujos a color de Adriaen van Ostade en la década de 1670
Según la RKD, era el hijo del pintor Gerrit Batton y fue el hijastro de Jacob de Villeers. Su madre, Elisabeth Furnerius, fue probablemente la tía del pintor Abraham Furnerius, con quien realizó un viaje a lo largo del Rin en 1650-1654.
Battem nació y murió en Róterdam, donde mayormente trabajó. Durante tres años estuvo en Utrecht, y su viaje por el Rin pudo haber sido una gran inspiración para sus temas. Pintó vistas en perspectiva, paisajes montañosos, con pastores, ladrones, etc., así como escenas de invierno. Pintó en la misma época que Snellings, pero su estilo de pintura es más amplio y audaz. En la década de 1670, se dice que también pintó figuras en los paisajes de Jacob van Ruisdael, aunque algunos lo dudan.
De mayor valor que las imágenes de este artista son sus diseños, que son excepcionales, y se compran para adornar las colecciones de primera clase.